# Luinaïta-(OH)
La luinaïta-(OH) és un mineral de la classe dels silicats que fins al 2022 pertanyia al grup de la turmalina. Rep el nom de la localitat de Luina, a Austràlia, la seva localitat tipus. Des de l'any 2022 es considera un polimorf estructuralment semblant al schorl.

## Característiques
La luinaïta-(OH) és un silicat de fórmula química Na(Fe2+)₃Al₆(Si₆O18)(BO₃)₃(OH)₄. Va ser aprovada com a espècie vàlida per l'Associació Mineralògica Internacional l'any 2009, i desacreditada el 2022. Cristal·litza en el sistema monoclínic. És un membre monoclínic-pseudoromboèdric del grup de la turmalina. La reducció de la simetria és causada per l'ordre dels cations. Només pot ser identificada correctament mitjançant estudis XRD d'alta resolució (SXRD), sent les anàlisis realitzades amb EDS, EPMA i PXRD estàndard insuficients per a una correcta identificació.
Segons la classificació de Nickel-Strunz, la luinaïta-(OH) pertany a «09.CK - Ciclosilicats, amb enllaços senzills de 6 [Si₆O18]12-, amb anions complexos aïllats» juntament amb els següents minerals: fluorschorl, fluorbuergerita, cromodravita, dravita, elbaïta, feruvita, foitita, liddicoatita, olenita, povondraïta, schorl, magnesiofoitita, rossmanita, oxivanadiodravita, oxidravita, oxirossmanita, cromoaluminopovondraïta, fluordravita, fluoruvita, abenakiïta-(Ce), scawtita, steenstrupina-(Ce) i thorosteenstrupina.

## Formació i jaciments
Va ser descoberta a la mina mont Cleveland, situada a la localitat australiana de Luina, al districte de Heazlewood (municipi de Waratah-Wynyard, Tasmània). També ha estat descrita en altres indrets de Tasmània, així com al Brasil, els Estats Units i Noruega.